# Karin Steyaert
Karin Steyaert (* 25. Juli 1966 in Belgien) ist eine ehemalige deutsch-belgische Volleyballspielerin.
Nach mehreren Länderspieleinsätzen für Belgien spielte sie von 1988 bis 1994 in der deutschen Nationalmannschaft.
In Deutschland spielte Karin Steyaert ab 1985 zuerst für den TuS Stuttgart. Ein Jahr später wechselte sie zum Lokalrivalen CJD Feuerbach, mit dem sie dreimal deutsche Meisterin und viermal deutsche Pokalsiegerin wurde. Anschließend wechselte sie zum USC Münster, danach war sie für TSG Tübingen, Sportvg Feuerbach und TV Creglingen aktiv. Über zehn Jahre lang war sie regelmäßig in den Top-Positionen der Ranglisten des deutschen Volleyballs vertreten. Ihre lange Volleyballkarriere beendete Karin Steyaert nach einem Comeback an der Seite von Renate Riek-Bauer bei Allianz Volley Stuttgart.